# Onthophagus similis
Onthophagus similis es una especie de coleóptero de la familia Scarabaeidae.

## Distribución geográfica
Habita en el paleártico: Eurasia (desde la península ibérica hasta Irán) y el Magreb.